# セット (エロー県)
セット （Sète、オック語:Seta）は、フランス、オクシタニー地域圏、エロー県の都市。別名『ラングドックのヴェネツィア』と呼ばれている。港湾と地中海に面したリゾート地である。
1681年にミディ運河ができるまでは漁村であった。1927年まで、Cetteの綴りを採用していた。

## 地理

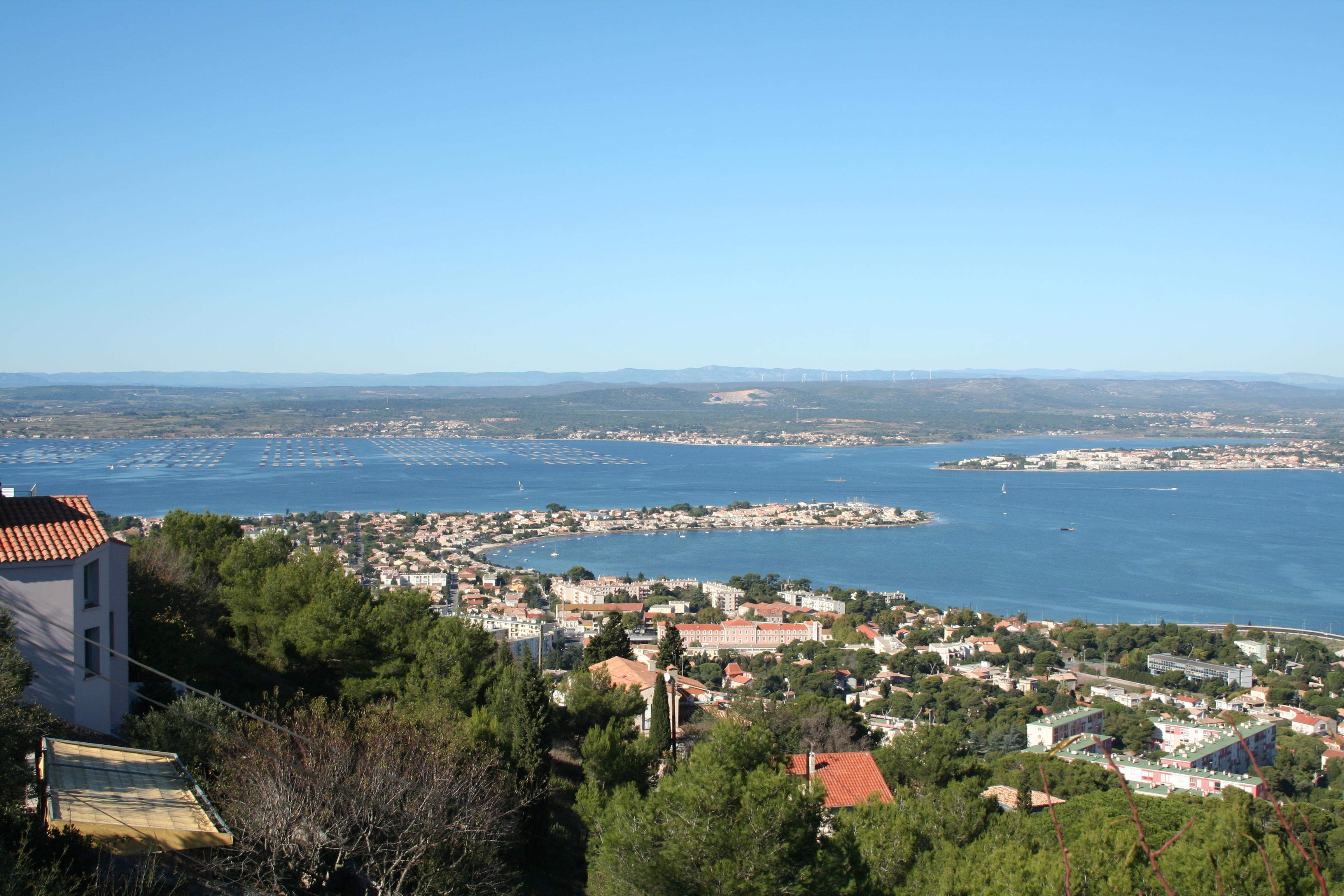
セットの町並みとトー湖

サン・クレール山周辺に建設された村である。トー湖（en）南東部の交通の要地であり、塩湖ではカキや二枚貝の養殖が行われている。また、トー湖は地中海と接している。
ミディ運河の東の出発点であり、ローヌ＝ア＝セット運河の終着点である。モンペリエから電車で25分ほどの距離である。またセット＝モロッコ間のカーフェリーが運航している。
年間300日以上晴天日に恵まれる。

## スポーツ
- FCセト34 - サッカークラブ
- アラゴ・ド・セット - バレーボールクラブ

## 出身の著名人
- ポール・ヴァレリー - 詩人
- ヤン・ボディジェ - サッカー選手
- ジョルジュ・ブラッサンス - 歌手
- マニタス・デ・プラタ - ギタリスト

## 姉妹都市
- ハートルプール、イギリス
- チェターラ、イタリア
- ノイブルク・アン・デア・ドナウ、ドイツ
- アル・ジャディーダ、モロッコ